# Kreuzerhöhungskirche (Forth)

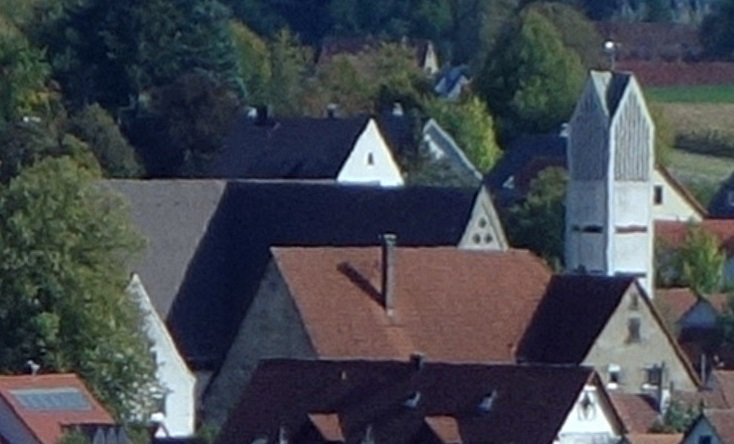
Forth, Kreuzerhöhungskirche

Die Kreuzerhöhungskirche ist eine römisch-katholische Kirche in Forth, einem Gemeindeteil des Marktes Eckental im Landkreis Erlangen-Höchstadt (Mittelfranken, Bayern).

## Geschichte und Bauwerk
Auf der Fläche eines ehemaligen Weihers wurde am 30. August 1936 der Grundstein für die Kirche gelegt. Der Bau entstand nach einem Entwurf des Münchner Architekten Jakob Wacker und wurde im Jahr 1937 dem Patrozinium „Kreuzerhöhung“ geweiht.
In der Nachkriegszeit stieg die Zahl der Katholiken in der Pfarrei stark an, so dass man in den 1960er Jahren die Erweiterung des Kirchenbaus und die Ergänzung um ein Pfarrzentrum mit Pfarrsaal, Kindergarten und Pfarrhaus beschloss. Nach dem Entwurf von Helmut Weber wurde die Kirche um ein Querschiff, eine Taufkapelle, Sakristei und einen Turm erweitert. In den frühen 1980er Jahren wurden das Pfarrzentrum und der Kindergarten erweitert.
Das bauwerksprägende große Kirchenfenster an der Ostseite ist gestaltet von Roland Lindemann. Im Jahr 1968 wurde der erste Gottesdienst im vergrößerten Kirchenbau gefeiert.